# Страм (Висконсин)
Страм (енгл. Strum) град је у америчкој савезној држави Висконсин.

## Демографија
По попису из 2010. године број становника је 1.114, што је 113 (11,3%) становника више него 2000. године.
| Група             | 2000.       | 2010.         |
| Белци             | 982 (98,1%) | 1.032 (92,6%) |
| Афроамериканци    | 0 (0,0%)    | 2 (0,2%)      |
| Азијати           | 0 (0,0%)    | 2 (0,2%)      |
| Хиспаноамериканци | 14 (1,4%)   | 74 (6,6%)     |
| Укупно            | 1.001       | 1.114         |